# Эквилли
Эквилли (фр. Ecquevilly) — французская коммуна в департаменте Ивелин в регионе Иль-де-Франс, с населением 4205 человек (2018). 

## География
Коммуна находится в долине Сены на севере департамента Ивелин, южнее агломерации Мёлан-Ле-Мюро, в 20 км к востоку от Мант-ла-Жоли, административного центра округа, и в 30 км к северо-западу от Версаля, префектуры департамента.
Соседние коммуны: Шапе и Моренвилье на востоке, Базмон и Лез-Аллюэ-ле-Руа на юге, Ле-Мюро на севере и Буафль на западе.
Площадь составляет 1127 гектар, что выше среднего значения для коммун Ивелина, составляющего 828 гектар. Рельеф представляет собой пологую равнину, образованную небольшими ложбинами, понижающуюся с юга на север от леса Лез-Аллюэ (178 метров) до района Ле-Мюро (35 метров).

## Топоним
До XVIII века деревня называлась «Френ» (Fresnes), от слова «ясень» (фр. frêne, лат. fraxinus), откуда fraxinetum — место, поросшее ясенем. Предположительно, ясень мог являться объектом культа. В XI веке эта местность в монастырских актах именовалась Frauxini parrochia, а в XIII столетии зафиксировано название Френ.
Новое название коммуна получила в 1724 году, в результате возведения шателений Френ, Буафль и их зависимостей в ранг маркизата под названием Экёвийи для бригадира армий короля Огюстена-Венсана Эннекена д’Экёвийи (1684—1749) жалованной грамотой Людовика XV, данной в Шантийи 23 июля 1724 и зарегистрированной Парламентом 23 июля 1727 и Счетной палатой 25 февраля 1728[стиль].

## История
С XI века до времен Французской революции это владение последовательно принадлежало семействам Нофль-ле-Шато, Пуасси, д’О и Эннекен д’Эквилли.
Френ впервые упомянут в дарственной грамоте графа Мёланского Жюмьежскому монастырю от 1058 года, подписанной графом Югом II де Мёланом, Ришаром де Нофлем и сыном последнего Робером, получившим от отца сеньории Френ, Обержанвиль и Шапе, и установившим свою резиденцию во Френе. Дочь Робера Жаклин принесла эту сеньорию в приданое Гюазону де Пуасси.
В XIV веке по браку Жанны Ла-Бовёз с Робером VI д’О, убитым в 1415 году в битве при Азенкуре, Френ перешел во владение этой нормандской фамилии. После смерти в 1594 году фаворита Генриха III Франсуа д'О его владения были частью секвестрированы, частью проданы, и постановлением Парижского Шатле от 15 сентября 1607 Френ стал владением Жанны Брюлар, вдовы Пьера Эннекена.
Во время революции замок Френ-Экёвийи был разграблен и разрушен, а владения Эннекенов 15 мессидора III года Республики были конфискованы.
Созранилось местное предание об адском охотнике, или вечном охотнике, именуемом Экёвийи, Эллекеном или Эннекеном, восходящее к традиционному поверью о предводителе Дикой охоты Эллекину (Erl Koning), королю эрлов (эльфов), и контаминированному с воспоминанием о феодалах Эннекенах д’Экёвийи, купивших в 1642 году должность генерал-капитана королевской кабаньей охоты в местных лесах.